# 장규빈
장규빈(2001년 4월 21일 ~ )은 KBO 리그 두산 베어스의 야구 선수다.

## 출신 학교
- 서울갈산초등학교
- 신월중학교
- 경기고등학교

## 등번호
- 44 (2020-2021)
- 118 (2023)
- 101 (2024)
- 96 (2024-)